# Bulbophyllum hainanense
Bulbophyllum hainanense är en orkidéart som beskrevs av Zhan Huo Tsi. Bulbophyllum hainanense ingår i släktet Bulbophyllum och familjen orkidéer. Inga underarter finns listade i Catalogue of Life.